# Priechod, Banská Bystrica
Priechod este o comună slovacă, aflată în districtul Banská Bystrica din regiunea Banská Bystrica. Localitatea se află la altitudinea de 463 m deasupra n.m., se întinde pe o suprafață de 11,21 km2 și în 2017 număra 949 de locuitori.

## Istoric
Localitatea Priechod este atestată documentar din 1340.

## Demografie
| An:                | 1994 | 2004   | 2014   | 2024    |
| ------------------ | ---- | ------ | ------ | ------- |
| Număr de persoane: | 860  | 927    | 917    | 1030    |
| Diferență:         |      | +7,79% | −1,07% | +12,32% |

| An:                | 2023 | 2024   |
| ------------------ | ---- | ------ |
| Număr de persoane: | 1043 | 1030   |
| Diferență:         |      | −1,24% |